# バザン硬結性紅斑
バザン硬結節性紅斑（バザンこうけつせいこうはん、英: Erythema induratum）とは、皮膚に生じる脂肪織炎のこと
。
結核疹（結核菌に対するアレルギー反応のもの）と非結核性のものがある。

## 概要
中年女性の下腿屈側に好発する。結節性紅斑と比較し局所反応が弱い。発見者はフランスの皮膚科:Pierre-Antoine-Ernest Bazin。

## 治療
結核菌を検索し、陽性の場合は結核の治療を行う。非結核性の場合は安静の上、ステロイド、NSAIDsを用いる。